# Bunodosoma diadema
Bunodosoma diadema är en havsanemonart som först beskrevs av Drayton in Dana 1846.  Bunodosoma diadema ingår i släktet Bunodosoma och familjen Actiniidae. Inga underarter finns listade i Catalogue of Life.